# 1998年
1998年（1998 ねん）は、西暦（グレゴリオ暦）による、木曜日から始まる平年。平成10年。
本項においては国際的な視点に基づいた1998年について記載する。

## 他の紀年法
- 干支：戊寅（つちのえ とら）
- 日本（月日は一致）
  - 平成10年
  - 皇紀2658年
- 大韓民国（月日は一致）
  - 檀紀4331年
- 中華民国（月日は一致）
  - 中華民国87年
- 朝鮮民主主義人民共和国（月日は一致）
  - 主体87年
- 仏滅紀元：2540年 - 2541年
- イスラム暦：1418年9月2日 - 1419年9月12日
- ユダヤ暦：5758年4月3日 - 5759年4月12日
- UNIX時間：883612800 - 915148799
- 修正ユリウス日 (MJD)：50814 - 51178
- リリウス日 (LD)：151655 - 152019

## カレンダー
| 1月 |    |    |    |    |    |    |
| 日  | 月 | 火 | 水 | 木 | 金 | 土 |
|     |    |    |    | 1  | 2  | 3  |
| 4   | 5  | 6  | 7  | 8  | 9  | 10 |
| 11  | 12 | 13 | 14 | 15 | 16 | 17 |
| 18  | 19 | 20 | 21 | 22 | 23 | 24 |
| 25  | 26 | 27 | 28 | 29 | 30 | 31 |
|     |    |    |    |    |    |    |

| 2月 |    |    |    |    |    |    |
| 日  | 月 | 火 | 水 | 木 | 金 | 土 |
| 1   | 2  | 3  | 4  | 5  | 6  | 7  |
| 8   | 9  | 10 | 11 | 12 | 13 | 14 |
| 15  | 16 | 17 | 18 | 19 | 20 | 21 |
| 22  | 23 | 24 | 25 | 26 | 27 | 28 |
|     |    |    |    |    |    |    |

| 3月 |    |    |    |    |    |    |
| 日  | 月 | 火 | 水 | 木 | 金 | 土 |
| 1   | 2  | 3  | 4  | 5  | 6  | 7  |
| 8   | 9  | 10 | 11 | 12 | 13 | 14 |
| 15  | 16 | 17 | 18 | 19 | 20 | 21 |
| 22  | 23 | 24 | 25 | 26 | 27 | 28 |
| 29  | 30 | 31 |    |    |    |    |
|     |    |    |    |    |    |    |

| 4月 |    |    |    |    |    |    |
| 日  | 月 | 火 | 水 | 木 | 金 | 土 |
|     |    |    | 1  | 2  | 3  | 4  |
| 5   | 6  | 7  | 8  | 9  | 10 | 11 |
| 12  | 13 | 14 | 15 | 16 | 17 | 18 |
| 19  | 20 | 21 | 22 | 23 | 24 | 25 |
| 26  | 27 | 28 | 29 | 30 |    |    |
|     |    |    |    |    |    |    |

| 5月 |    |    |    |    |    |    |
| 日  | 月 | 火 | 水 | 木 | 金 | 土 |
|     |    |    |    |    | 1  | 2  |
| 3   | 4  | 5  | 6  | 7  | 8  | 9  |
| 10  | 11 | 12 | 13 | 14 | 15 | 16 |
| 17  | 18 | 19 | 20 | 21 | 22 | 23 |
| 24  | 25 | 26 | 27 | 28 | 29 | 30 |
| 31  |    |    |    |    |    |    |
|     |    |    |    |    |    |    |

| 6月 |    |    |    |    |    |    |
| 日  | 月 | 火 | 水 | 木 | 金 | 土 |
|     | 1  | 2  | 3  | 4  | 5  | 6  |
| 7   | 8  | 9  | 10 | 11 | 12 | 13 |
| 14  | 15 | 16 | 17 | 18 | 19 | 20 |
| 21  | 22 | 23 | 24 | 25 | 26 | 27 |
| 28  | 29 | 30 |    |    |    |    |
|     |    |    |    |    |    |    |

| 7月 |    |    |    |    |    |    |
| 日  | 月 | 火 | 水 | 木 | 金 | 土 |
|     |    |    | 1  | 2  | 3  | 4  |
| 5   | 6  | 7  | 8  | 9  | 10 | 11 |
| 12  | 13 | 14 | 15 | 16 | 17 | 18 |
| 19  | 20 | 21 | 22 | 23 | 24 | 25 |
| 26  | 27 | 28 | 29 | 30 | 31 |    |
|     |    |    |    |    |    |    |

| 8月 |    |    |    |    |    |    |
| 日  | 月 | 火 | 水 | 木 | 金 | 土 |
|     |    |    |    |    |    | 1  |
| 2   | 3  | 4  | 5  | 6  | 7  | 8  |
| 9   | 10 | 11 | 12 | 13 | 14 | 15 |
| 16  | 17 | 18 | 19 | 20 | 21 | 22 |
| 23  | 24 | 25 | 26 | 27 | 28 | 29 |
| 30  | 31 |    |    |    |    |    |
|     |    |    |    |    |    |    |

| 9月 |    |    |    |    |    |    |
| 日  | 月 | 火 | 水 | 木 | 金 | 土 |
|     |    | 1  | 2  | 3  | 4  | 5  |
| 6   | 7  | 8  | 9  | 10 | 11 | 12 |
| 13  | 14 | 15 | 16 | 17 | 18 | 19 |
| 20  | 21 | 22 | 23 | 24 | 25 | 26 |
| 27  | 28 | 29 | 30 |    |    |    |
|     |    |    |    |    |    |    |

| 10月 |    |    |    |    |    |    |
| 日   | 月 | 火 | 水 | 木 | 金 | 土 |
|      |    |    |    | 1  | 2  | 3  |
| 4    | 5  | 6  | 7  | 8  | 9  | 10 |
| 11   | 12 | 13 | 14 | 15 | 16 | 17 |
| 18   | 19 | 20 | 21 | 22 | 23 | 24 |
| 25   | 26 | 27 | 28 | 29 | 30 | 31 |
|      |    |    |    |    |    |    |

| 11月 |    |    |    |    |    |    |
| 日   | 月 | 火 | 水 | 木 | 金 | 土 |
| 1    | 2  | 3  | 4  | 5  | 6  | 7  |
| 8    | 9  | 10 | 11 | 12 | 13 | 14 |
| 15   | 16 | 17 | 18 | 19 | 20 | 21 |
| 22   | 23 | 24 | 25 | 26 | 27 | 28 |
| 29   | 30 |    |    |    |    |    |
|      |    |    |    |    |    |    |

| 12月 |    |    |    |    |    |    |
| 日   | 月 | 火 | 水 | 木 | 金 | 土 |
|      |    | 1  | 2  | 3  | 4  | 5  |
| 6    | 7  | 8  | 9  | 10 | 11 | 12 |
| 13   | 14 | 15 | 16 | 17 | 18 | 19 |
| 20   | 21 | 22 | 23 | 24 | 25 | 26 |
| 27   | 28 | 29 | 30 | 31 |    |    |
|      |    |    |    |    |    |    |

## できごと

### 1月
- 1月1日 - スウェーデンのヨーテボリ・ブーヒュース県、エルヴスボリ県、スカラボリ県が合併し、ヴェストラ・イェータランド県が新設。
- 1月28日 - フォードがボルボの乗用車部門買収を発表。後にボルボ・カーズとなる。

### 2月

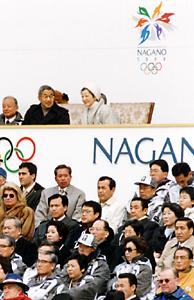
長野オリンピックの開会式

- 2月6日 - ワシントン・ナショナル空港がロナルド・レーガン・ワシントン・ナショナル空港に名称変更。
- 2月7日 - 長野オリンピック開幕。
- 2月16日 - チャイナエアライン676便墜落事故
- 2月25日 - 金大中、韓国大統領に就任。
- 2月 - コソボ紛争が勃発する。

### 3月
- 3月5日 - 長野パラリンピック開幕。
- 3月17日 - 中国全国人民代表大会、朱鎔基を首相に選出。
- 3月19日 - インドでヒンドゥー至上主義の人民党による連立政権成立。

### 4月
- 4月4日 - アントニオ猪木がプロレスから引退。
- 4月5日 - 日本で明石海峡大橋が開通、同時に神戸淡路鳴門自動車道も全通。
- 4月10日 - イギリスとアイルランドの間でベルファスト合意が結ばれた。
- 4月20日 - ドイツ赤軍が解散した。

### 5月
- 5月11日 - インドで24年ぶり2度目の核実験が行われる（インドの核実験 (1998年)）。
- 5月21日 - スハルト、インドネシア大統領辞任。
- 5月28日 - パキスタン、インドに対抗して初の核実験（パキスタンの核実験 (1998年)）。

### 6月

Windows 98のロゴマーク

- 6月3日 - ドイツで超高速列車ICEが脱線。101人が死亡（エシェデ鉄道事故）。

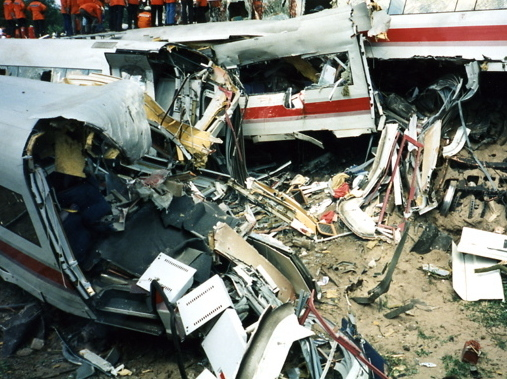
エシェデ鉄道事故で脱線したICEの車両。車輪の破損により脱線してコンクリート製の道路橋橋脚に激突し、101人が死亡、88人が重傷を負った。

1998 FIFAワールドカップのロゴマーク

- 6月10日 - 1998 FIFAワールドカップ（フランス大会）開幕。
- 6月22日 - 地鉄東涌線開業。
- 6月23日 - 北朝鮮で科学者のための通勤列車「主体号」（平壌－平安南道平城市）が編成され、運行を開始する。
- 6月25日 - Windows 98発売。
- 6月27日 - クリントン米大統領、北京訪問。

### 7月
- 7月4日 - 日本初の火星探査機「のぞみ」が打ち上げに成功。
- 7月6日 - 香港国際空港開港。
- 7月12日 - 1998 FIFAワールドカップの決勝戦がサンドニ・スタッド・ド・フランスで行われ地元フランスがブラジルを3-0で降し初優勝を果たす。
- 7月17日 - 国際刑事裁判所規程が採択される。

### 8月
- 8月7日 - ケニア・ナイロビとタンザニア・ダルエスサラームでアメリカ大使館爆破事件が発生。224人死亡。
- 8月9日 - アメリカの歌手フランキー・ルイスが死去。
- 8月15日 - 北アイルランド問題：オマー爆弾テロ事件（英語版）。北アイルランド・ティロン県の県都オマーで、IRA暫定派の分派（真のIRA）により、ベルファスト合意を否定する自動車爆弾テロ。29人死亡、負傷者300人以上。

初代iMacのロゴマーク（1998年 - 2003年）

- 8月15日 - AppleがiMacを発売。
- 8月17日 - ロシア政府のロシア・ルーブル実質切下げと債務償還の一時停止により、ロシア財政危機が始まる。
- 8月20日 - 米国、アフガニスタンとスーダンのテロ関連施設をミサイル攻撃。
- 8月31日 - 北朝鮮、テポドン発射、三陸沖に着弾。

### 9月
- 9月2日 - スイス航空111便墜落事故
- 9月4日 - Google設立。

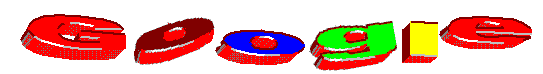
Googleの当時のロゴマーク

- 9月13日 - アジアンプロレスが旗揚げ。
- 9月 - 英国放送協会 (BBC) が世界初の地上デジタルテレビ放送を開始。

### 10月

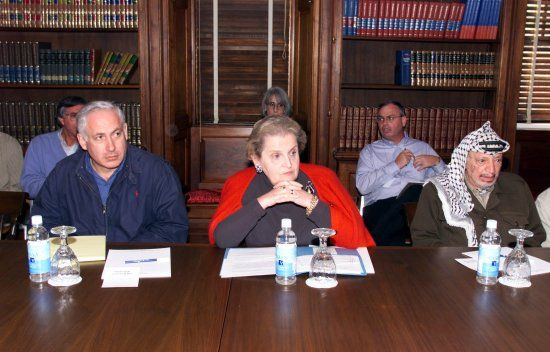
ワイ・リバー合意

- 10月8日 - 金大中韓国大統領、日本訪問。日韓共同宣言が採択される。
- 10月16日 - チリの独裁者・元大統領のアウグスト・ピノチェトが、病気療養のために渡ったイギリスにて逮捕される。
- 10月23日 - パレスチナのヤーセル・アラファート大統領とイスラエルのベンヤミン・ネタニヤフ首相がワイ・リバー合意（英語版）を行う。
- 10月27日 - ドイツ社会民主党のシュレーダー政権発足。
- 10月30日 - ハッブル宇宙望遠鏡により撮影されたHR 8799の画像中にHR 8799 b, HR 8799 c, HR 8799 dが写っていたが、当時は太陽系外惑星であると気づかれていなかった。

### 11月
- 11月3日 - 元プロレスラーのジェシー・ベンチュラがミネソタ州知事に当選。
- 11月11日 - テンセント設立。
- 11月20日 - 国際宇宙ステーション (ISS) の最初のモジュールとなる「ザーリャ」が打ち上げられ、建設が開始される。
- 11月25日 - 江沢民中国国家主席、日本訪問。

### 12月
- 12月16日 - 国際連合の大量破壊兵器査察を拒否したイラクを米英が空爆。
- 12月31日 - ユーロ参加予定国のそれぞれの通貨とユーロとの為替レートが固定され、翌日から電子的決済通貨として導入されることとなる。

## 天候・天災・観測等
- エルニーニョ現象の影響で世界的な異常気象が発生し、世界の平均気温が観測史上1位という記録的な高温となった。
- 11月17日 - 18日 - しし座流星群が33年ぶりにピーク。世界各地で流星が観測された。

## 芸術・文化・ファッション

### スポーツ
- 長野オリンピック

#### ソフトボール
日本で第9回世界女子ソフトボール選手権が開催された。

#### サッカー
- FIFAワールドカップ・フランス大会
  - 優勝国：フランス。日本は初出場を果たす。

#### モータースポーツ
- F1世界選手権
  - ドライバーズチャンピオン ミカ・ハッキネン
  - コンストラクターズチャンピオン マクラーレン・メルセデス
- 世界ラリー選手権
  - ドライバーズチャンピオン トミ・マキネン
  - マニファクチャラーズチャンピオン 三菱
- ロードレース世界選手権
  - 500cc ミック・ドゥーハン
  - 250cc ロリス・カピロッシ

### 映画
- ディープ・インパクト
- メン・イン・ブラック
- GODZILLA
- プライベート・ライアン
- エアフォース・ワン
- ラグラッツ・ムービー
- シティ・オブ・エンジェル
- アンツ
- プリンス・オブ・エジプト
- ムーラン
- 魔法の剣 キャメロット
- バグズ・ライフ
- シン・レッド・ライン
- バッファロー'66
- メリーに首ったけ
- ロック、ストック&トゥー・スモーキング・バレルズ
- 死去
  - 9月6日 - 黒澤明（映画監督）
  - 11月11日 - 淀川長治（映画評論家）
  - 12月30日 - 木下惠介（映画監督）

### ゲーム
- 任天堂が携帯型ゲーム機「ゲームボーイカラー」を発売した。
- セガが次世代据置型ゲーム機「ドリームキャスト」を発売した。

## 誕生

### 1月生
- 1月1日 - ララ・ロビンソン、女優
- 1月2日 - ティモシー・フォス＝メンサー、サッカー選手
- 1月2日 - 中谷潤人、プロボクサー
- 1月3日 - パトリック・クトローネ、サッカー選手
- 1月4日 - ココ・ジョーンズ、歌手、シンガーソングライター、女優
- 1月5日 - 飯豊まりえ、女優、モデル
- 1月5日 - カルレス・アレニャ、サッカー選手
- 1月8日 - マヌエル・ロカテッリ、サッカー選手
- 1月12日 - ネイサン・ギャンブル、俳優
- 1月13日 - ガブリエル・デールマン、フィギュアスケート選手
- 1月17日 - ルカ・シューラー、フリースキーヤー
- 1月20日 - 河野純喜、アイドル (JO1)
- 1月23日 - 安達祐人、アイドル (PENTAGON)
- 1月24日 - 松本花奈、映画監督、元女優
- 1月27日 - 穴見真吾、緑黄色社会
- 1月27日 - 上白石萌音、女優、歌手
- 1月28日 - アリエル・ウィンター、声優、女優
- 1月28日 - フランク・エンティリキーナ、バスケットボール選手 (PG)
- 1月31日 - 明本考浩、プロサッカー選手
- 1月31日 - 樋口日奈、タレント、女優、元アイドル（元乃木坂46）

### 2月生
- 2月1日 - 葵あおい、アイドル、タレント
- 2月1日 - ジョゼ・マルコス・アウヴェス・ルイス、サッカー選手
- 2月4日 - マリック・モンク、バスケットボール選手 (SG)
- 2月8日 - 八村塁、バスケットボール選手 (PF)
- 2月8日 - 花井美春、声優
- 2月9日 - 井上ほの花、声優
- 2月10日-根本流風、声優
- 2月11日 - カリード、ミュージシャン
- 2月11日 - カレル・アイティンフ、サッカー選手
- 2月11日 - ティム・ヘンリックソン、プロアイスホッケー選手
- 2月15日 - ザカリー・ゴードン、俳優、声優
- 2月15日 - ジョージ・ラッセル、レーシングドライバー
- 2月18日 - アウン・カウン・マン、サッカー選手
- 2月18日 - 柵木幹太、将棋棋士
- 2月20日 - 藤田ニコル、モデル、YouTuber
- 2月25日 - マテウス・ペレイラ・ダ・シウヴァ、サッカー選手

### 3月生
- 3月3日 - ジェイソン・テイタム、バスケットボール選手 (SF)
- 3月5日 - セルヒオ・ディアス、サッカー選手
- 3月12日 - エリザヴェータ・ウコロワ、フィギュアスケート選手
- 3月17日 - ブランドン・アイユーク、プロアメリカンフットボール選手
- 3月19日 - 青木龍史、プロバスケットボール選手
- 3月19日 - 宮脇咲良、アイドル（LE SSERAFIM、元HKT48、元IZ*ONE）
- 3月21日 - マイルズ・ブリッジズ、バスケットボール選手（SF）
- 3月23日 - 佐藤楓、女優、元アイドル（元乃木坂46）
- 3月26日 - 宮原知子、フィギュアスケート選手
- 3月26日 - 青井春、グラビアアイドル、タレント
- 3月28日 - 相澤莉多、俳優
- 3月30日 - 古賀成美、女優（元NMB48）

### 4月生
- 4月3日 - パリス・ジャクソン、モデル、女優
- 4月6日 - ペイトン・リスト、女優
- 4月6日 - 草川直弥、ラッパー、ダンサー、俳優（ONE N' ONLY）
- 4月8日 - 王林、タレント、歌手、元アイドル（元りんご娘、元Good Tears）
- 4月8日 - レナン・ロディ、サッカー選手
- 4月9日 - エル・ファニング、女優
- 4月10日 - アンナ・ポゴリラヤ、フィギュアスケート選手
- 4月10日 - フョードル・チャロフ、サッカー選手
- 4月15日 - 小祝さくら、プロゴルファー
- 4月17日 - クリストフェル・アイェル、サッカー選手
- 4月21日 - ジャレット・アレン、バスケットボール選手 (C)
- 4月21日 - 牧秀悟、プロ野球選手（横浜DeNAベイスターズ）
- 4月22日 - ダヴィド・ラウム、サッカー選手
- 4月23日 - 和田まあや、女優、元アイドル（元乃木坂46）
- 4月24日 - ライアン・ニューマン、女優、モデル
- 4月27日 - 遠藤有栖、プロレスラー
- 4月28日 - 宮田愛萌、アイドル（元日向坂46）
- 4月30日 - 石見舞菜香、声優

### 5月生
- 5月2日 - ワシリーサ・ダワンコワ、フィギュアスケート選手
- 5月3日 - 池田向希、陸上競技選手
- 5月7日 - ダニ・オルモ、サッカー選手
- 5月7日 - 林田真尋、(元フェアリーズ)
- 5月7日-MrBeast、(YouTuber)
- 5月14日 - アーロン・ラムズデール、サッカー選手
- 5月15日 - 友野一希、フィギュアスケート選手
- 5月16日 - 青山なぎさ、声優 (Liella!)
- 5月16日 - アディアン・ピトキーエフ、フィギュアスケート選手
- 5月18日 - ポリーナ・エドモンズ、フィギュアスケート選手
- 5月20日 - ナム・グエン、フィギュアスケート選手
- 5月23日 - 池亀樹音、アーティスト (BE:FIRST)
- 5月28日 - ダヒョン、歌手 (TWICE)
- 5月29日 - フェリックス・パスラック、サッカー選手
- 5月29日 - マーケル・フルツ、バスケットボール選手 (PG)

### 6月生
- 6月1日 - アレクサンドラ・ソルダトワ、新体操選手
- 6月1日 - くがことみ、女優、タレント
- 6月5日 - ユリア・リプニツカヤ、フィギュアスケート選手
- 6月7日 - グラハム・ニューベリー、フィギュアスケート選手
- 6月11日 - チャーリー・ターハン、俳優
- 6月12日 - 許豊凡、アイドル (INI)
- 6月13日 - 淺井咲希、女子プロゴルファー
- 6月14日 - 黒後愛、バレーボール選手
- 6月16日 - 堂安律、サッカー選手
- 6月16日 - ローレン・テイラー、女優、歌手
- 6月19日 - アッティカス・シェイファー、俳優
- 6月19日 - 広瀬すず、女優、ファッションモデル
- 6月21日 - 河野ひより、声優
- 6月24日 - yami、コスプレイヤー
- 6月27日 - 青木悠介、俳優
- 6月27日 - 竹俣紅、アナウンサー、元女流棋士
- 6月27日 - 安本彩花、女優、アイドル（私立恵比寿中学）
- 6月29日 - マイケル・ポーター・ジュニア、バスケットボール選手 (SF)
- 6月30日 - 葵わかな、女優

### 7月生
- 7月1日 - 勝みなみ、女子プロゴルファー
- 7月6日 - 麻田将吾 - プロサッカー選手
- 7月6日 - サラ＝レオニー・シジク、柔道選手
- 7月7日 - ディラン・スプレイベリー、俳優
- 7月8日 - ジェイデン・スミス、俳優
- 7月12日 - シェイ・ギルジアス＝アレクサンダー、バスケットボール選手 (SG)
- 7月12日 - ユディト・アーマ、女子ラグビー選手
- 7月16日 - 松野莉奈、女優、アイドル（私立恵比寿中学）（+ 2017年）
- 7月17日 - 斎藤明日斗、将棋棋士
- 7月21日 - 和海、モデル、女優、元アイドル（元りんご娘）
- 7月22日 - マディソン・ペティス、俳優
- 7月23日 - ディアンドレ・エイトン、バスケットボール選手 (C)
- 7月24日 - 梁君培、牧師
- 7月27日 - 東莉央、女子フェンシング選手
- 7月28日 - 浜本由惟、卓球選手
- 7月29日 - 佐藤景瑚、アイドル (JO1)
- 7月31日 - リコ・ロドリゲス、俳優
- 7月31日 - 山川泰熙、将棋棋士

### 8月生
- 8月1日 - カーマニ・グリフィン、俳優
- 8月2日 - 本田太一、フィギュアスケーター
- 8月3日 - 相田勇樹、サッカー選手
- 8月3日 - エドゥアルド・アギーレ、サッカー選手
- 8月4日 - 赤木里帆、プロバスケットボール選手
- 8月8日 - ショーン・メンデス、シンガーソングライター
- 8月8日 - ロナン・パーク、歌手
- 8月10日 - 齋藤飛鳥、女優、元アイドル（元乃木坂46）
- 8月11日 - ナディア・アズィ、ピアニスト
- 8月14日 - 菅野真衣、女性声優
- 8月17日 - 山本由伸、プロ野球選手
- 8月18日 - 那須川天心、キックボクサー、総合格闘家
- 8月18日 - 野々のん、タレント、モデル、女優
- 8月23日 - P・J・ワシントン、バスケットボール選手 (PF)
- 8月23日 - 東村芽依、アイドル、女優（日向坂46）
- 8月27日 - ケビン・ハーター、バスケットボール選手 (SG)
- 8月28日 - 赤穂ひまわり、女子バスケットボール選手
- 8月28日 - 赤穂雷太、プロバスケットボール選手
- 8月28日 - 福原遥、女優

### 9月生
- 9月2日 - 青木義孝、プロサッカー選手
- 9月2日 - やす子、ピン芸人
- 9月4日 - 長濱ねる、女優、元アイドル（元欅坂46（現櫻坂46））（元けやき坂46（現日向坂46））
- 9月7日 - 秋庭遼也、プロレスラー
- 9月11日 - 山本祐大、堀岡隼人　プロ野球選手
- 9月12日 - 岩田悠希、パラ陸上競技選手
- 9月17日 - 並木月海、アマチュアボクサー
- 9月18日 - クリスチャン・プリシッチ、サッカー選手
- 9月19日 - トレイ・ヤング、バスケットボール選手 (PG)
- 9月19日 - ヤコブ・ブルーン・ラーセン、サッカー選手
- 9月24日 - 朝紅龍琢馬、大相撲力士
- 9月26日 - イワン・パブロフ、フィギュアスケート選手

### 10月生
- 10月2日 - 相田晃輔、カーリング選手
- 10月7日 - トレント・アレクサンダー＝アーノルド、サッカー選手
- 10月9日 - 朝花美穂、演歌歌手
- 10月9日 - 恒松祐里、女優
- 10月12日 - 鬼塚雅、スノーボーダー
- 10月13日 - 田島将吾、アイドル (INI)
- 10月14日 - ちゃんみな、ラッパー
- 10月19日 - 楊鼎新、囲碁棋士
- 10月21日 - ケレム・アクトゥルコール、プロサッカー選手
- 10月21日 - 田村保乃、アイドル（櫻坂46）
- 10月23日 - アマンドラ・ステンバーグ、女優
- 10月25日 - フアン・ソト (野球)、野球選手（外野手）
- 10月25日 - リノ、アイドル (Stray Kids)
- 10月27日 - ダヨ・ウパメカノ、サッカー選手
- 10月28日 - ノーラン・グールド、俳優
- 10月29日 - コンスタンティノス＝アレクシオス、ギリシャの王子
- 10月29日 - ランス・ストロール、レーシングドライバー
- 10月30日 - 池田美優、モデル、タレント

### 11月生
- 11月5日 - 冨安健洋、サッカー選手
- 11月9日 - Tani Yuuki、シンガーソングライター
- 11月11日 - カラム・アイロット、レーシングドライバー
- 11月12日 - 平祐奈、女優
- 11月14日 - ケビン・アグデロ、サッカー選手
- 11月14日 - 小池美波、アイドル、女優（櫻坂46）
- 11月15日 - 渋野日向子、女子プロゴルファー
- 11月17日 - カーラ・ヘイワード、女優
- 11月19日 - 岡宏明、モデル、俳優
- 11月21日 - 平岩優奈、元体操競技選手]
- 11月21日 - ミゲル・ガーレイロ、歌手
- 11月23日 - ブラッドリー・スティーブン・ペリー、俳優
- 11月24日 - 別府由来、俳優
- 11月24日 - 鎮西寿々歌、アイドル、女優、タレント（FRUITS ZIPPER）
- 11月29日 - 平野歩夢、スノーボーダー、スケートボーダー

### 12月生
- 12月2日 - ジュース・ワールド、ラッパー、歌手
- 12月6日 - アンゲリーナ・クチヴァルスカ、フィギュアスケート選手
- 12月8日 - アナスタシア・リジコフ、ピアニスト
- 12月13日 - 乙黒拓斗、レスリング選手
- 12月15日 - チャンドラー・カンタベリー、俳優
- 12月17日 - マルティン・ウーデゴール、サッカー選手
- 12月18日 - 奥野粋子、アナウンサー（テレビ山口）
- 12月20日 - キリアン・エムバペ、サッカー選手
- 12月20日 - 黒田みゆ、アナウンサー
- 12月21日 - 相木隼斗、アイスホッケー選手
- 12月22日 - 鈴木崚汰、声優
- 12月22日 - 横山武史、騎手
- 12月29日 - シーマス・デイヴィー＝フィッツパトリック、俳優

## ノーベル賞
- 物理学賞 - ロバート・B・ラフリン、ホルスト・ルートヴィヒ・シュテルマー、ダニエル・ツイ
- 化学賞 - ウォルター・コーン、ジョン・ポープル
- 生理学・医学賞 - ロバート・ファーチゴット、ルイ・イグナロ、フェリド・ムラド
- 文学賞 - ジョゼ・サラマーゴ
- 平和賞 - ジョン・ヒューム、デヴィッド・トリンブル
- 経済学賞 - アマルティア・セン